# Lăstun

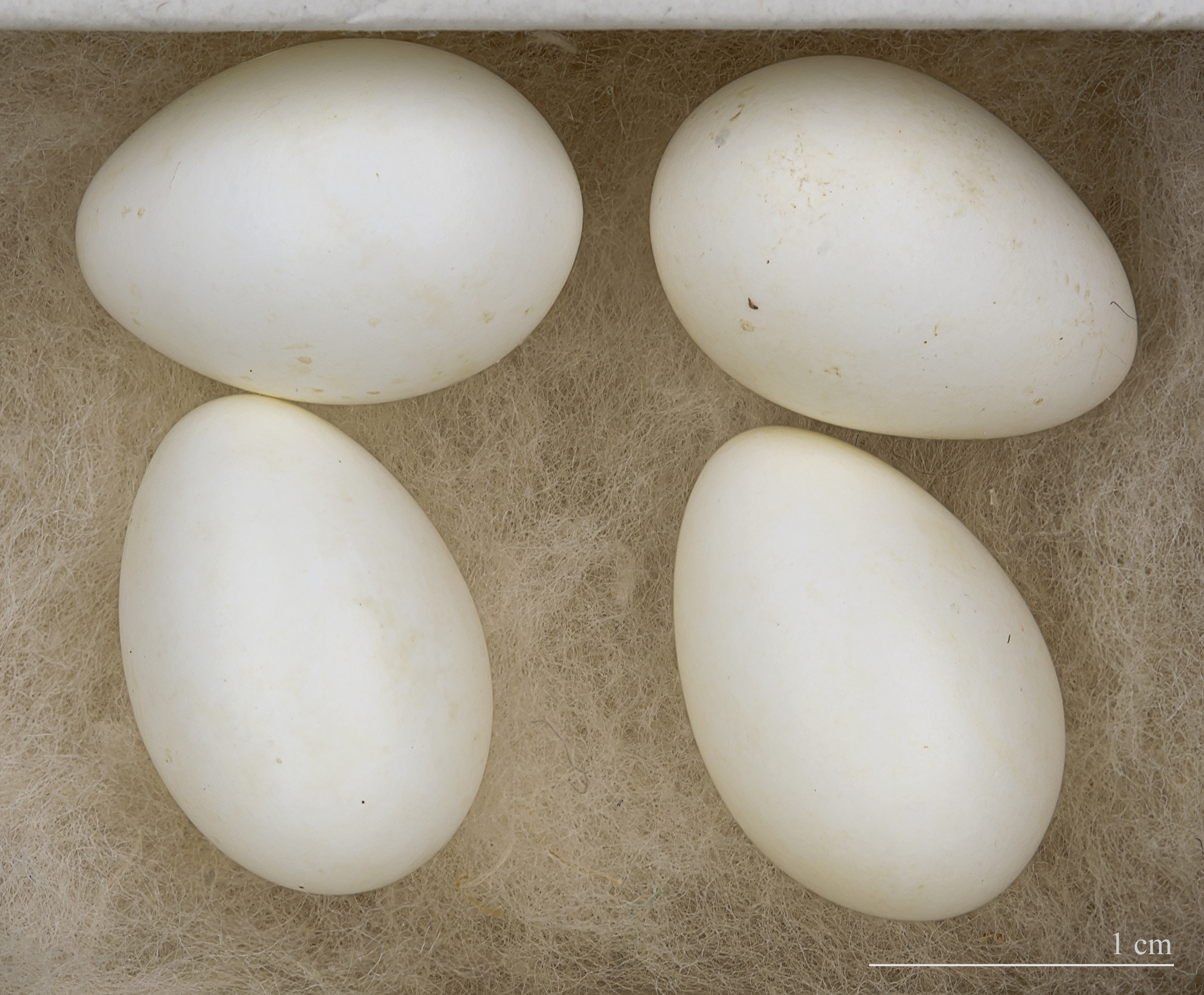
Ouă de Riparia riparia

Lăstun este un termen care definește o grupă de păsări care fac parte din genul Riparia, familia Hirundinidae (rândunicilor).

## Morfologie
Lăstunul de mal (Riparia riparia) este cea mai mică specie de rândunici. Ele ating o lungime de 13 cm, au o coadă puțin bifurcată și un cioc lung în comparație cu corpul. Partea superioară a corpului este brună, cu un guler de aceeași culoare pe piept, partea inferioară este de culoare albă. Lăstunii sunt păsări gălăgioase care trăiesc în colonii care au cuibul săpat în malul nisipos sau argilos al apelor curgătoare sau stătătoare. Păsările se scaldă sau beau apă în timpul zborului, fiind zburătoare excelente, mulțumită formei aerodinamice a corpului. Picioarele sunt mai puțin dezvoltate decât aripile, și servesc numai la cățărat pe maluri abrupte.

## Răspândire
Lăstunul este o pasăre migratoare care poate fi întâlnită în America de Nord, Eurasia până la altitudinea de 750 m deasupra n.m.. Pasărea rămâne din mai până în august/septembrie în locul unde cuibărește, și migrează în Africa Centrală, Africa Occidentală respectiv America de Sud.

## Hrănire, reproducție
Lăstunul prinde insectele zburând cu ciocul deschis deasupra oglindei apei, cu o viteză de până la 50 km/h.
Este o pasăre care trăiește în colonii. Masculul, dar și femela, sapă cu ciocul o galerie mică în malul abrupt, care va servi drept cuib. Femela și masculul clocesc circa 4 - 6 ouă, odată sau de două ori pe an. Puii vor ecloza la circa 14 - 16 zile și vor părăsi cuibul la 18 - 23 zile, dormind apoi în stuf.

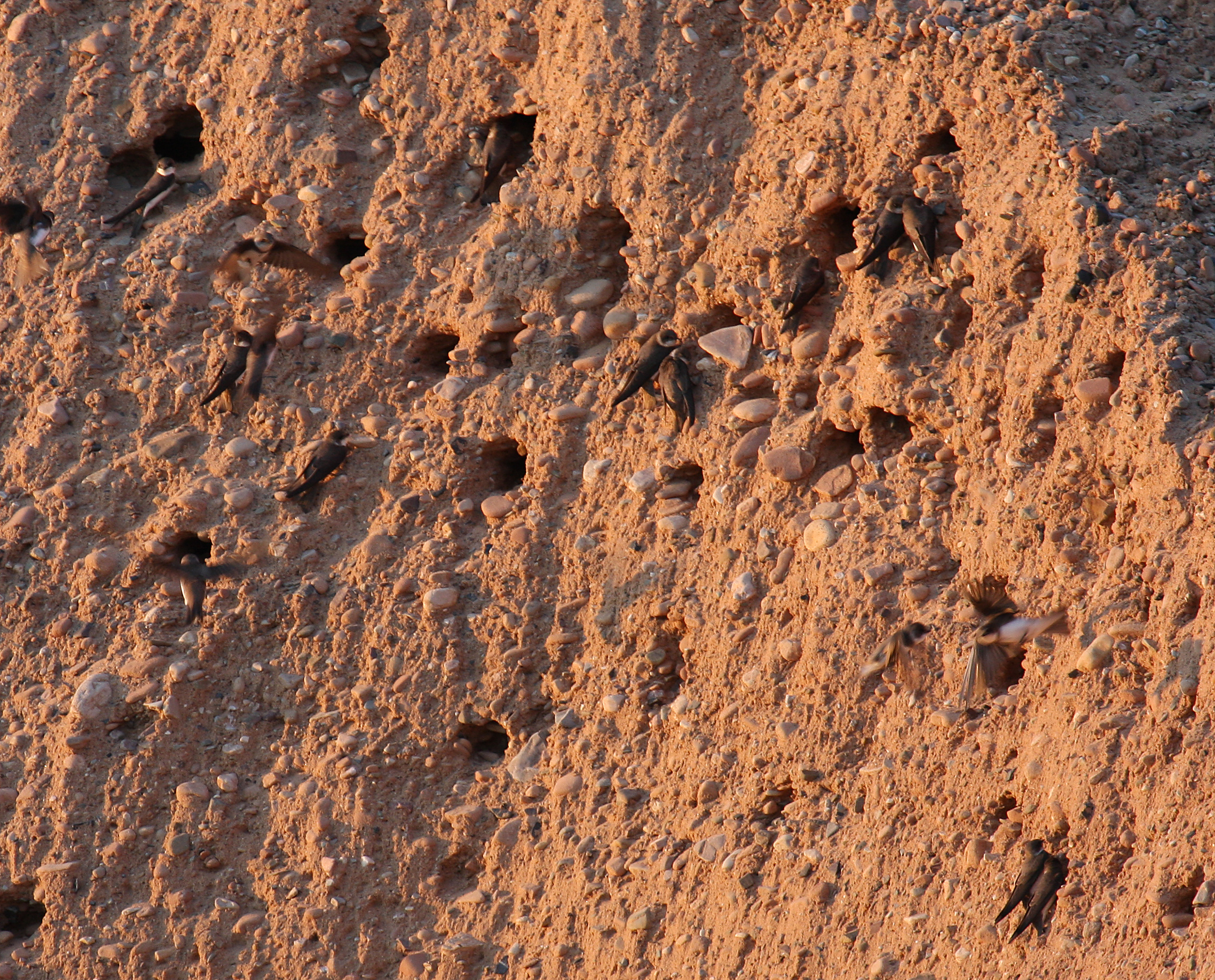
Cuiburi de lăstun

## Specii
- Lăstunul de casă (Dolichon urbica)
- Lăstunul de mal (Riparia riparia)
- Lăstunul de stâncă (Hirundo rupestris)